# August Bayer
August Bayer (6. března 1882, Jičín – 23. února 1942, Mauthausen) byl český profesor dendrologie, fytopatologie a bakteriologie, který působil na Vysoké škole zemědělské v Brně (dnešní Mendelova univerzita).

## Život
Po maturitě na gymnáziu v Jičíně vystudoval přírodovědný obor na Filozofické fakultě české univerzity v Praze, v roce 1905 složil rigorózum z botaniky a filozofie.
Krátce působil jako profesor učitelského ústavu v Jičíně a Příbrami, posléze se přesunul do Brna, kde vyučoval od r. 1922 jako docent, 1927 mimořádný profesor a 1936 řádný profesor dendrologie, fytopatologie a lesnické bakteriologie na lesnickém odboru Vysoké školy zemědělské. V letech 1929–1930 byl děkanem lesnického odboru. Podnikl celou řadu botanicko-sběratelských cest, kromě jiného byl i předsedou Svazu pro ochranu přírody a domoviny na Moravě.
Za druhé světové války se zapojil do odboje vysokoškolských pedagogů. Dne 23. prosince 1941, v době prvního stanného práva, byl zatčen gestapem, vězněn v Brně v Kounicových kolejích a odtud odvezen do koncentračního tábora Mauthausen, kde 23. února 1942 zemřel. „Životnost“ vězňů tam byla dva měsíce.

## Odkaz
Profesor Bayer se zasloužil o zřízení řady přírodních rezervací v okolí Brna, založil také arboretum ve Křtinách.
Jeho jméno je uvedeno na pomníku padlých, popravených a umučených lesníků v době německé okupace v lesích u Adamova v rámci tzv. Lesnického Slavína. Dále mu byl odhalen pomník při oslavách padesátého výročí vzniku Školního lesního podniku Masarykův les Křtiny, a to ve křtinském arboretu, o jehož založení se zasloužil.
Roku 1995 byl založen Nadační fond Augusta Bayera při Lesnické a dřevařské fakultě Mendelovy univerzity v Brně, jehož cílem je mj. podpora zvyšování vědomostí veřejnosti o dřevinách, zvelebování arboret a přírodních rezervací na území ŠLP Masarykův les Křtiny či podpora lokálních dendrologicky a botanicky zaměřených projektů na zachování přírodních, kulturních a estetických hodnot krajiny.
Od roku 1946 nese jeho jméno ulice v brněnské čtvrti Veveří.

### Vybrané publikace
- August Bayer, Botanika speciální a Velký ilustrovaný přírodopis všech tří říší, Díl III., Praha, Zemský ústřední spolek jednot učitelských v Kr. českém, 1916
- August Bayer: Velký ilustrovaný přírodopis všech tří říší. IV., Botanika speciální Přispěli K. Kavina (plísně, sněti, rezy, houby nedokonalé, mechorosty), A. Hilitzer (lišejníky), F. Smotlacha (houby rouškaté). Nové vydání, Ústřední nakladatelství a knihkupectví učitelstva českoslovanského, Praha 1937
- August Bayer, Monografická studie středoevropských druhů čeledi Sordariacea: Se zvláštním zřetelem k floristické oblasti státu Československého, Mor. Přírodovědecká Společnost, 1924